# Carterica rubra
Carterica rubra är en skalbaggsart som beskrevs av Martins och Maria Helena M. Galileo 2005. Carterica rubra ingår i släktet Carterica och familjen långhorningar. Inga underarter finns listade.